# Moraxellaceae
Moraxellaceae es una familia de proteobacterias que incluye algunas especies patógenas.Las especies de la familia Moraxellaceae son bacterias incluye las especies del género Moraxella que se presentan en formando bacilos y cocobacilos Gram Negativos. 
- Datos: Q1639076
- Multimedia: Moraxellaceae / Q1639076
- Especies: Moraxellaceae